# Renny Smith
Renny Smith (* 3. Oktober 1996 in London) ist ein österreichisch-englischer Fußballspieler.

## Karriere

### Verein
Smith begann seine Karriere beim FC Chelsea. 2014 wechselte er zum FC Arsenal. Nach einem Jahr wechselte er zum FC Burnley. Im Februar 2016 wurde er an den schwedischen Zweitligisten GAIS Göteborg ausgeliehen, für den er am 9. April 2016 sein Debüt bei der 0:3-Niederlage gegen den AFC United gab.
Im August 2016 wechselte Smith nach Italien zum Zweitligisten zum Zweitligisten Vicenza Calcio. Nach zwei Spielen für Vicenza in der Serie B wurde er im Jänner 2017 an den Drittligisten Mantova FC verliehen. Für Mantova absolvierte er bis Saisonende 13 Spiele in der Serie C.
Im August 2017 verließ Smith Vicenza endgültig und wechselte zum Drittligisten FC Südtirol, bei dem er einen bis Juni 2018 laufenden Vertrag erhielt. Für Südtirol kam er in der Saison 2017/18 zu 23 Einsätzen in der dritthöchsten italienischen Spielklasse. Nach dem Auslaufen seines Vertrages wechselte er im Juli 2018 in die Niederlande zum Zweitligisten FC Dordrecht. Nach 61 Einsätzen für Dordrecht in der Eerste Divisie verließ er den Verein nach der Saison 2019/20.
Daraufhin wechselte er im September 2020 zum österreichischen Bundesligisten WSG Tirol. In zwei Spielzeiten in Tirol kam er zu 37 Einsätzen in der Bundesliga, in denen er dreimal traf. Nach der Saison 2021/22 verließ er die WSG.
Nach über einem Jahr ohne Klub wechselte Smith im September 2023 wieder nach England und schloss sich dem Fünftligisten Oxford City an. Für Oxford spielte er 25 Mal in der National League. Zur Saison 2024/25 wechselte er zum Sechstligisten Hemel Hempstead Town. Nach nur einem Einsatz verließ er den Verein bereits im August 2024 wieder.

### Nationalmannschaft
Der gebürtige Engländer Smith spielte im April 2014 gegen Dänemark erstmals für die österreichische U-18-Auswahl. Im September 2014 kam er gegen die Schweiz zu seinem einzigen Einsatz für die U-19-Mannschaft.